# Gnopharmia maculifera
Gnopharmia maculifera là một loài bướm đêm trong họ Geometridae.